# Стивенс, Пердита
Пердита Эмма Стивенс (англ. Perdita Emma Stevens, род. 1966) — британский математик, учёный-теоретик и инженер-программист, заведующий кафедрой математики разработки программного обеспечения в рамках Школы информатики Эдинбургского университета. Её исследования включают работу над проектированием на основе моделей, включая преобразование моделей, проверку моделей и унифицированный язык моделирования.

## Образование и карьера
Стивенс изучала математику в Кембриджском университете, получила степень бакалавра в 1987 году. Она поступила в Уорикский университет для обучения в аспирантуре по общей алгебре, получила степень магистра в 1988 году и защитила докторскую диссертацию в 1992 году. Её докторская диссертация «Интегральные формы для модулей Вейля для {\displaystyle \mathrm {GL} (2,\mathrm {Q} )}» была написана под руководством Сэнди Грина.
Поработав в промышленности инженером-программистом, Стивенс пришла работать на факультет компьютерных наук Эдинбургского университета в 1984 году. Она стала там лектором в 2003 году, а в 2014 году получила личную кафедру профессора математики программной инженерии.

## Книги
Стивенс является автором ряда книг, в том числе:
- Using UML: Software Engineering with Objects and Components (with Rob Pooley, Addison-Wesley, 1999; 2nd ed., 2006)
- How to Write Good Programs: A Guide for Students (Cambridge University Press, 2020)